# GeoIP
GeoIP est une technique de géolocalisation visant à localiser un utilisateur en se basant sur son adresse IP,.
Une adresse IP n'intègre pas d'information géographique de manière intrinsèque. Il est donc nécessaire de passer par une table de conversion (une sorte d'annuaire) qui recense l'ensemble des plages d'adresses IP existantes et qui les fait correspondre à une région géographique. Ces tables sont compilées par des sociétés commerciales. 
Les tables les plus précises fournissent une précision qui va jusqu'au niveau de la ville. Il est à noter qu'il s'agit généralement de la ville où le fournisseur d'accès à internet a placé ses points d'accès.

## Usages
Antispam : GeoIP permet de lutter contre le spam en détectant par exemple des utilisateurs provenant de Chine ou d'Inde sur des sites à vocation purement française.
Géomarketing : C'est grâce à un système GeoIP que certains sites web affichent des contenus publicitaires ciblés sur votre ville ou une ville à proximité. GeoIP permet aussi d'analyser le comportement ou l'intérêt des utilisateurs d'une région donnée pour un contenu donné.